# 南达科他州
南達科他州（英語：State of South Dakota），簡稱南達州，是美國中西部平原上地勢較高的一州，過去曾是美國印地安人蘇族中拉科他族（Lakota）的聚落所在。南達科他州在1889年11月2日加入美國聯邦，也是在同一天被命名的。
南達科他州的北邊是北達科他州，南邊是內布拉斯加州，東邊則緊鄰愛荷華州與明尼蘇達州，西邊是懷俄明州和蒙大拿州，它同時也是美國上被稱為邊疆帶六州中的一州。
美國戰艦南達科他號就是以此州命名的。
該州分為66個郡，南达科他州县级行政区列表

## 歷史
美國原住民生活在現在的北達科他比歐洲移民早幾千年，他們的部落包括曼丹人（Mandan），達科他人和Yanktonai。
美國總統本傑明·哈里森於1889年11月2日簽署了正式接納北達科他州和南達科他州為聯盟，由於南北兩州沒有明確記錄加入順序，南達科他州因字母順序列為美國第40州。
1890年12月29日，在松岭印第安保留地發生大屠殺。 通常被稱為美國與拉科塔蘇族國家之間的最後一次主要武裝衝突，大屠殺導致至少146名蘇族人死亡，其中許多人是婦女和兒童。31名美國士兵也在衝突中喪生。
在20世紀初，氣候變乾燥和經濟衰退的衝擊下導致南達科他州的人口在1930年到1940年間下降7％以上。
第二次世界大戰後，隨金融業和旅遊業的發展，南達科他州從一個以農業為主的經濟轉變為一個多樣化的經濟發展。
“達科他”(Dakota)源自印第安人苏族的語言，意思是「朋友」。

## 法律與政府

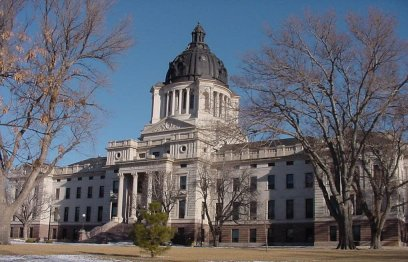
州政府

## 地理
南达科他州位于美国中北部，被美国普查局划归为中西部地区，同时该州也是北美大平原的一部分。和美国中西部相比，南达科他州西部的文化、经济和地理特征与美国西部更为相似。南达科他州的面积为77,116平方英里（199,730平方），是全美第17大的州。

## 旅遊與觀光資訊

### 國家公園
- 羅斯摩爾山國家紀念公園又常稱呼為「總統山國家公園」。

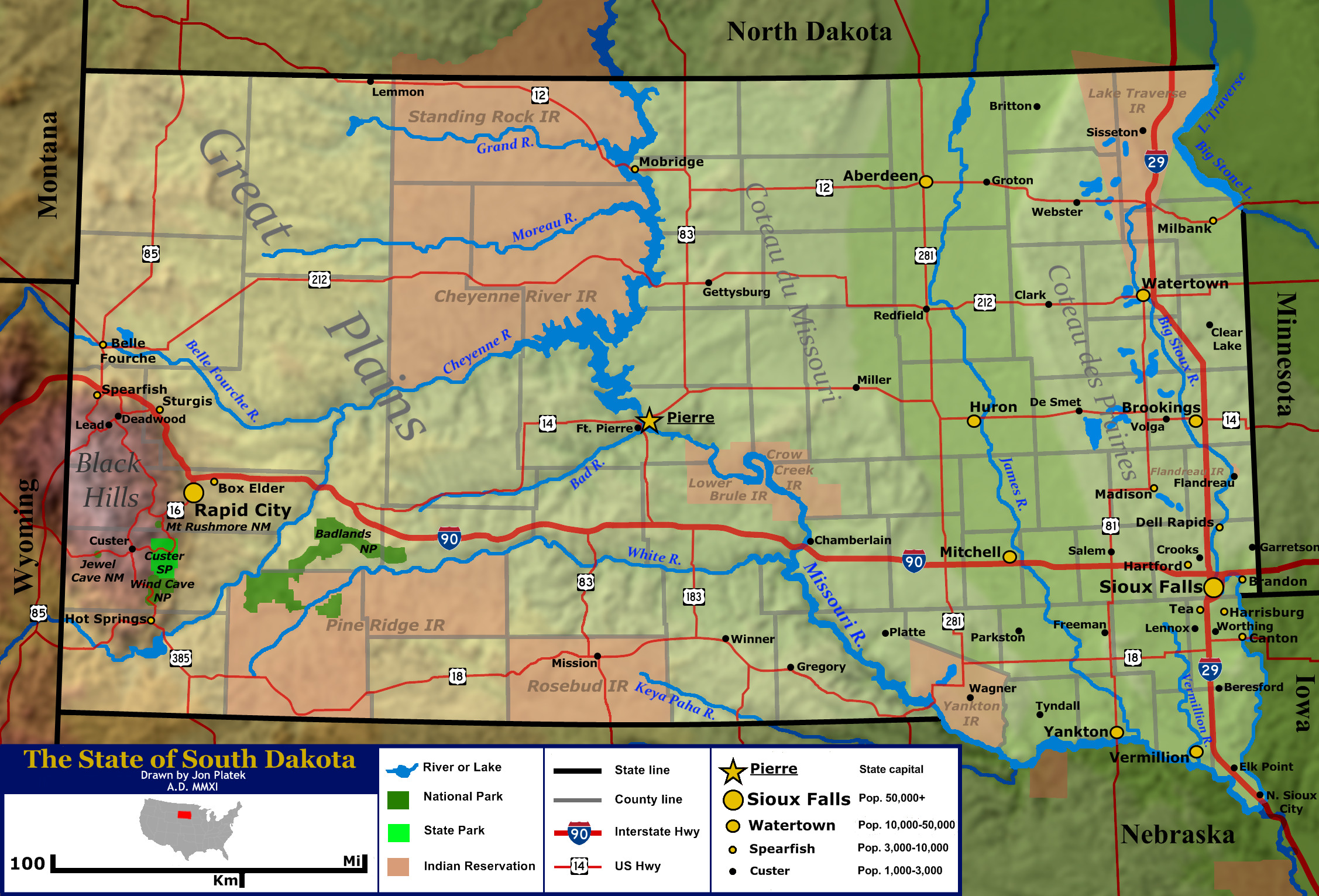
南达科他州地圖

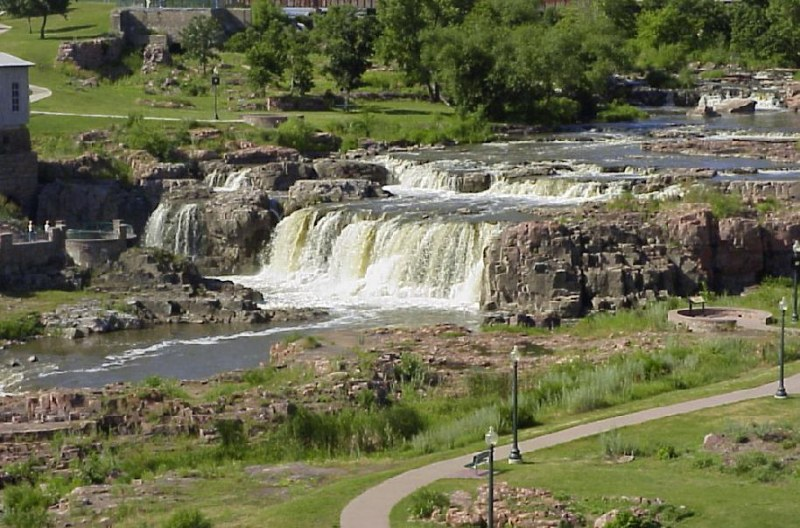
大蘇河

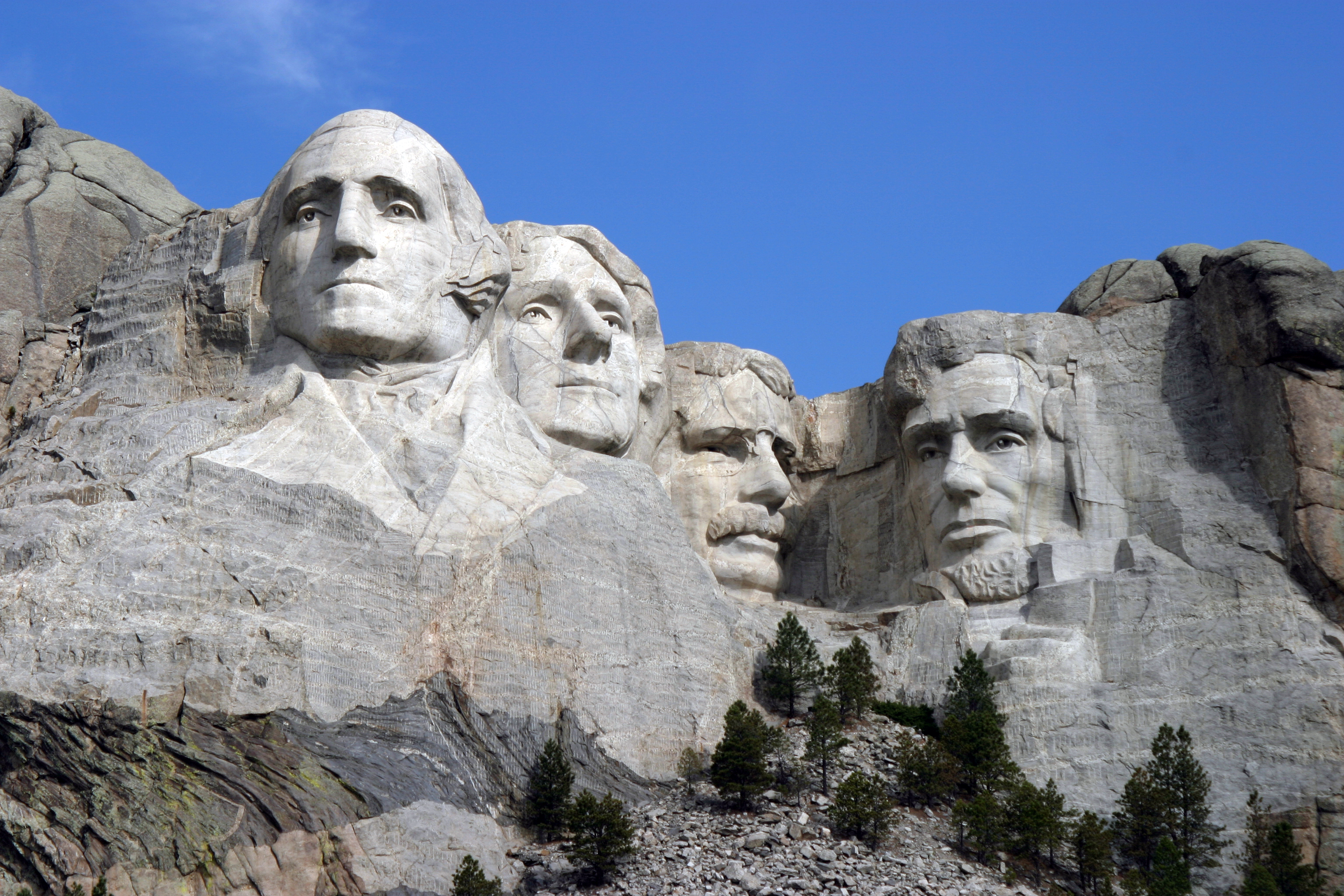
拉什莫爾山

## 經濟

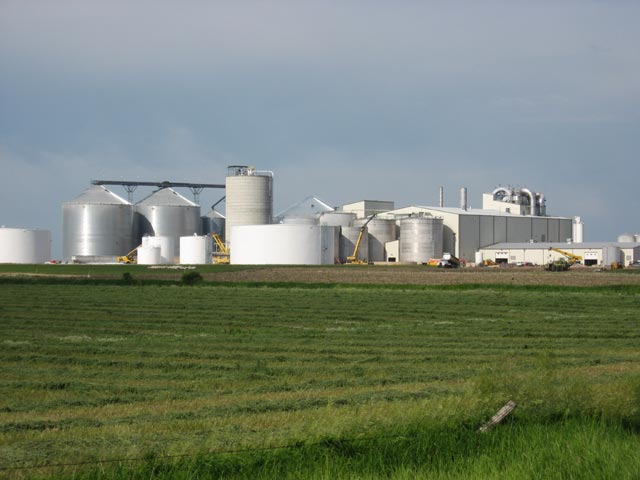
特納郡的生質燃料廠

以农业为主。

## 人口
2003年人口普查，南達科他州有764,309人。與1990年代的人口數量比較，成長率為8.5%。
目前南達科他州的種族比例可分為：
- 88%白人
- 8.3%印地安原住民
- 1.4%拉美裔人
- 0.6%非裔人
- 0.6%亞裔人
- 1.3%混合的種族

南達科他州的前五大居民祖先為：
- 德國人（40.7%）
- 挪威人（15.3%）
- 愛爾蘭人（10.4%）
- 印地安原住民（8.3%）
- 英國人（7.1%）

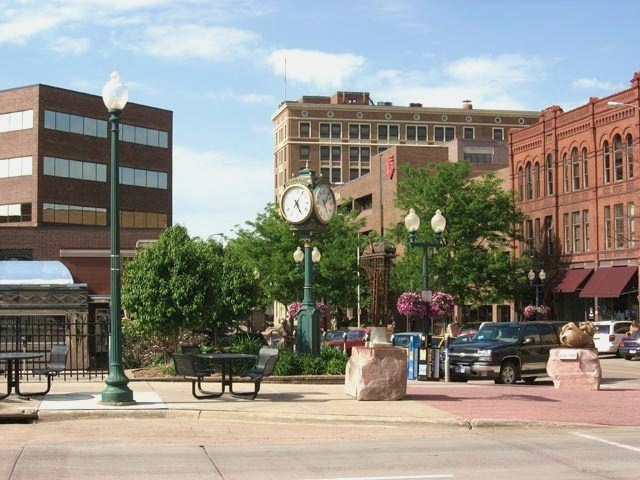
第一大城蘇瀑人口18萬

此外，五歲以下的居民占有6.8%，18歲以下則有26.8%。至於65歲以上則是14.3%。南達科他州的女性略多於男性，百分比為50.4%。
在收入方面，南達科他州的平均家庭年收入為35,282美元，個人年收入為17,562美元；該州有13.2%的人口在屬於低收入戶（在美國贫困线之下）。
美国2014年人口估算显示，该州人口达到853,175人。
宗教上，南達科他州人口信仰比例為：
- 67%新教徒
- 25%羅馬天主教徒
- 2%其他基督教派的教徒
- 1%其他宗教教徒
- 4%無信仰者

南達科他州前三大新教宗派是：浸禮會（43%）、路德會（30%）、衛理公會派（11%）。

## 重要城鎮
- 州首府：皮爾（Pierre）
- 最大城市：蘇瀑（Sioux Falls）

### 都会区
| 排名 | 都会区名稱     | 人口    |
| ---- | -------------- | ------- |
| 1    | 苏瀑 MSA       | 265,653 |
| 2    | 拉皮德城 MSA   | 148,749 |
| 3    | 阿伯丁 μSA     | 43,191  |
| 4    | 布鲁金斯 μSA   | 35,232  |
| 5    | 沃特敦 μSA     | 28,015  |
| 6    | 斯皮尔菲什 μSA | 25,741  |
| 7    | 米切尔 μSA     | 23,166  |
| 8    | 扬克顿 μSA     | 22,869  |
| 9    | 皮尔 μSA       | 22,064  |
| 10   | 休伦 μSA       | 18,883  |

### 镇区
南达科他州的“镇区”（英語：township）是“行政镇区”（英語：civil township）归类为“小行政单位”（英語：minor civil division）。南达科他州的大部分地方都是“镇区”的一部分除了非镇区自治体。“镇区”和“自治体”（英語：municipality）是一致没有重叠。

## 教育

### 學院和大學
詳見南達科他州學院和大學列表

## 重要體育團體

### 美式足球
- NCAA
  - University of South Dakota（Coyotes）

### 篮球
- NCAA
  - University of South Dakota（Coyotes）

## 名人
- 詹紐瑞·瓊斯（1978－）：演員
- 欧内斯特·劳伦斯（1901－1958），1939年诺贝尔物理学奖获得者

## 其他資訊

### 重要高速公路
- 29號州際公路 I-29
- 90號州際公路 I-90

## 外部連結
- 官方站点（英文）
- 南达科达大学（University of South Dakota）（页面存档备份，存于）（英文）